# Nedjalko Stojanow
Nedjalko Stojanow (bulgarisch Недялко Стоянов; * 26. Januar 1955) ist ein ehemaliger bulgarischer Radrennfahrer.

## Sportliche Laufbahn
Stojanow war Teilnehmer der Olympischen Sommerspiele 1976 in Montreal. Im olympischen Straßenrennen schied er beim Sieg von Bernt Johansson aus dem Rennen aus.
Die bulgarische Mannschaft belegte mit Stojanow, Ivan Popow, Georgi Fortunow und Stojan Bobekow im Mannschaftszeitfahren 12. Platz. in der Bulgarien-Rundfahrt 1975 gelang ihm ein Etappensieg.